# Damaris Cudworth Masham

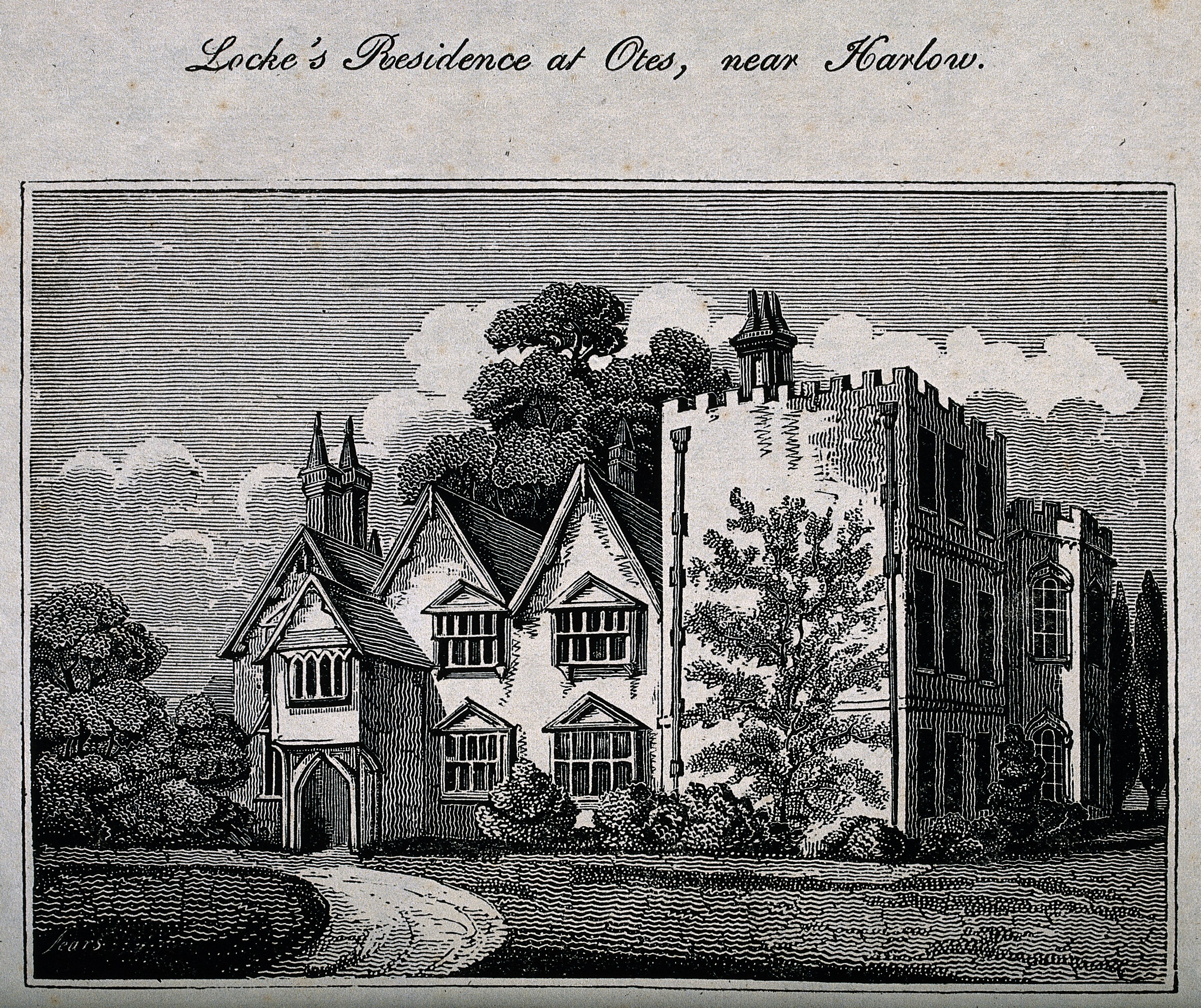
Lady Mashams hem Otes Manor, i High Laver i Essex

Damaris Cudworth Masham, född 18 januari 1659 i Cambridge, död 20 april 1708 i London, var en engelsk filosof, teolog och författare. Hon räknas till protofeministerna. Masham var nära vän med John Locke, med vilken hon brevväxlade. Hon var en förkämpe för kvinnors rätt till högre utbildning.

## Biografi
Damaris Cudworth Masham var dotter till teologen och filosofen Ralph Cudworth (1617–1688) och dennes hustru Damaris Cudworth, född Cradock (1623–1695). Hon gifte sig 1685 med sir Francis Masham. Hennes stora inspirationskälla var John Lockes filosofi men hon influerades även av sin fars platonism.
Damaris Cudworth Masham publicerade två verk. I A Discourse Concerning the Love of God (1696) går hon i polemik mot filosofen John Norris tankar om kärlekens natur. I Occasional Thoughts in Reference to a Vertuous or Christian Life (1705) utvecklar Masham sina moralfilosofiska teorier, delvis som ett svar på Mary Astells The Christian Religion as Professed by a Daughter of the Church.